# Drosophila ararama
Drosophila ararama är en tvåvingeart som beskrevs av Crodowaldo Pavan och Cunha 1947. Drosophila ararama ingår i släktet Drosophila och familjen daggflugor.
Artens utbredningsområde är Brasilien.